# Кутеней-Баундері
Регіональний округ Кутеней-Баундері (англ. Kootenay Boundary) — регіональний округ в Канаді, у провінції Британська Колумбія.

## Населення
За даними перепису 2016 року, регіональний округ нараховував 31447 жителів, показавши зростання на 1%, порівняно з 2011-м роком. Середня густина населення становила 3,9 осіб/км².
З офіційних мов обидвома одночасно володіли 1 375 жителів, тільки англійською — 29 605, тільки французькою — 5, а 40 — жодною з них. Усього 2,425 осіб вважали рідною мовою не одну з офіційних, з них 15 — одну з корінних мов, а 50 — українську.
Працездатне населення становило 55,4% усього населення, рівень безробіття — 7,9% (8,7% серед чоловіків та 6,9% серед жінок). 83,6% були найманими працівниками, 14,8% — самозайнятими.
Середній дохід на особу становив $41 850 (медіана $31 708), при цьому для чоловіків — $51 539, а для жінок $32 031 (медіани — $42 028 та $24 821 відповідно).
28,3% мешканців мали закінчену шкільну освіту, не мали закінченої шкільної освіти — 17,8%, 53,9% мали післяшкільну освіту, з яких 24,5% мали диплом бакалавра, або вищий, 110 осіб мали вчений ступінь.
| Статево-вікова структура населення | Статево-вікова структура населення | Статево-вікова структура населення | Статево-вікова структура населення | Статево-вікова структура населення |
| ---------------------------------- | ---------------------------------- | ---------------------------------- | ---------------------------------- | ---------------------------------- |
|                                    |                                    |                                    |                                    |                                    |
| Всього                             | Всього                             | 49,7%50,3%                         |                                    |                                    |
| 0 — 14 років                       | 0 — 14 років                       |                                    | 13,7%                              | 13,7%                              |
| 15 — 64 років                      | 15 — 64 років                      |                                    | 60,9%                              | 60,9%                              |
| 65 і більше                        | 65 і більше                        |                                    | 25,4%                              | 25,4%                              |
| 85 і більше                        | 85 і більше                        |                                    | 3,1%                               | 3,1%                               |
| 100 і більше                       | 100 і більше                       |                                    | 0%                                 | 0%                                 |
| Середній вік (років)               | Середній вік (років)               | 46,347,7                           | 47,0                               | 47,0                               |
| Медіана (років)                    | Медіана (років)                    | 50,852,3                           | 51,6                               | 51,6                               |
| — чоловіки — жінки                 |                                    |                                    |                                    |                                    |

| Походження мешканців:     | Походження мешканців:     | Походження мешканців: | Походження мешканців: | Походження мешканців: |
| ------------------------- | ------------------------- | --------------------- | --------------------- | --------------------- |
| Походження                |                           |                       | осіб                  | %                     |
| Корінні американці        | Корінні американці        |                       | 2 395                 | 7.81%                 |
| Інше північноамериканське | Інше північноамериканське |                       | 8 355                 | 27.24%                |
| Європейське               | Європейське               |                       | 26 635                | 86.83%                |
| британське                | британське                |                       | 18 255                | 59.51%                |
| французьке                | французьке                |                       | 3 830                 | 12.49%                |
| українське                | українське                |                       | 2 155                 | 7.03%                 |
| Карибське                 | Карибське                 |                       | 120                   | 0.39%                 |
| Латинськоамериканське     | Латинськоамериканське     |                       | 100                   | 0.33%                 |
| Африканське               | Африканське               |                       | 170                   | 0.55%                 |
| Азійське                  | Азійське                  |                       | 930                   | 3.03%                 |
| Океанійське               | Океанійське               |                       | 205                   | 0.67%                 |

| Зайнятість населення за галузями (за класифікацією NOC): | Зайнятість населення за галузями (за класифікацією NOC): | Зайнятість населення за галузями (за класифікацією NOC): | Зайнятість населення за галузями (за класифікацією NOC): | Зайнятість населення за галузями (за класифікацією NOC): |
| -------------------------------------------------------- | -------------------------------------------------------- | -------------------------------------------------------- | -------------------------------------------------------- | -------------------------------------------------------- |
|                                                          |                                                          |                                                          |                                                          |                                                          |
| Управління                                               | Управління                                               |                                                          | 10,5%                                                    | 10,5%                                                    |
| Бізнес, фінанси та адміністрування                       | Бізнес, фінанси та адміністрування                       |                                                          | 12,5%                                                    | 12,5%                                                    |
| Природничі та прикладні науки                            | Природничі та прикладні науки                            |                                                          | 5,4%                                                     | 5,4%                                                     |
| Охорона здоров'я                                         | Охорона здоров'я                                         |                                                          | 8,4%                                                     | 8,4%                                                     |
| Освіта, правозахист, муніципальні та урядові служби      | Освіта, правозахист, муніципальні та урядові служби      |                                                          | 9,2%                                                     | 9,2%                                                     |
| Мистецтво, культура, відпочинок та спорт                 | Мистецтво, культура, відпочинок та спорт                 |                                                          | 2,6%                                                     | 2,6%                                                     |
| Роздрібна торгівля та послуги                            | Роздрібна торгівля та послуги                            |                                                          | 22%                                                      | 22%                                                      |
| Гуртова торгівля, транспорт та обладнання                | Гуртова торгівля, транспорт та обладнання                |                                                          | 18,9%                                                    | 18,9%                                                    |
| Природні ресурси, сільське господарство                  | Природні ресурси, сільське господарство                  |                                                          | 4,3%                                                     | 4,3%                                                     |
| Виробництво                                              | Виробництво                                              |                                                          | 6,4%                                                     | 6,4%                                                     |

## Населені пункти
До складу регіонального округу входять міста Россленд, Трейл (Британська Колумбія), Ґранд-Фолкс, Ґринвуд (Британська Колумбія), села Ворфілд, Монтроуз, Мідвей, Фрутвейл, а також хутори, інші малі населені пункти та розосереджені поселення.

## Клімат
Середня річна температура становить 1,5°C, середня максимальна – 14,6°C, а середня мінімальна – -11,8°C. Середня річна кількість опадів – 1 109 мм.
| Клімат поселення                              | Клімат поселення | Клімат поселення | Клімат поселення | Клімат поселення | Клімат поселення | Клімат поселення | Клімат поселення | Клімат поселення | Клімат поселення | Клімат поселення | Клімат поселення | Клімат поселення | Клімат поселення |
| Показник                                      | Січ.             | Лют.             | Бер.             | Квіт.            | Трав.            | Черв.            | Лип.             | Серп.            | Вер.             | Жовт.            | Лист.            | Груд.            |                  |
| Середній максимум, °C                         | −2,55            | −1,03            | 0,94             | 4,06             | 8,92             | 13,00            | 14,06            | 14,62            | 10,21            | 5,50             | −0,4             | −4,77            |                  |
| Середня температура, °C                       | −7,18            | −5,65            | −3,7             | −0,56            | 4,30             | 8,38             | 11,26            | 11,81            | 7,41             | 2,69             | −3,21            | −7,56            |                  |
| Середній мінімум, °C                          | −11,81           | −10,28           | −8,32            | −5,19            | −0,34            | 3,76             | 8,45             | 9,00             | 4,60             | −0,12            | −6,01            | −10,38           |                  |
| Норма опадів, мм                              | 136              | 97               | 95               | 77               | 79               | 89               | 59               | 61               | 57               | 85               | 143              | 131              |                  |
| Середньомісячна швидкість вітру, м/с          | 3.36             | 2.96             | 3.20             | 3.16             | 3.01             | 2.98             | 2.83             | 2.74             | 2.82             | 3.17             | 3.36             | 3.20             |                  |
| Середньомісячна сонячна радіація, кДж/м²·день | 4002             | 7373             | 11705            | 16214            | 19660            | 21364            | 23072            | 19877            | 14157            | 8416             | 4072             | 3079             |                  |
| --------------------------------------------- | ---------------- | ---------------- | ---------------- | ---------------- | ---------------- | ---------------- | ---------------- | ---------------- | ---------------- | ---------------- | ---------------- | ---------------- | ---------------- |
| Джерело:                                      |                  |                  |                  |                  |                  |                  |                  |                  |                  |                  |                  |                  |                  |